# Vladimír Justl
Vladimír Justl (27. října 1928 Kladno – 18. června 2010 Praha) byl český editor Holanových, Langerových či Škvoreckého spisů, literární historik, divadelní vědec a znalec české literatury a divadla.

## Život
V roce 1948 byl pro špatný kádrový profil (členství v Lidové straně) vyloučen z Filozofické fakulty Univerzity Karlovy. Později absolvoval Filozofickou fakultu Univerzity Palackého v Olomouci. Pracoval ve Státním nakladatelství krásné literatury a umění (pozdější Odeon), byl režisérem a dramaturgem Divadla Viola (Poetické vinárny Viola), zabýval se uměleckým přednesem.
Od poloviny 50. let byl dvorním editorem básníka Vladimíra Holana; zasadil se o rehabilitaci jeho díla ve druhé polovině 50. let i o vydání většiny jeho děl v 60. až 80. letech; inicioval a vedl vydávání novátorsky pojatých Sebraných spisů V. Holana (1965–1988) a byl autorem autentického básníkova životopisu.
V letech 1965–1992 řídil Divadlo Viola.
Jako nestraník se stal předsedou Komise uměleckého přednesu SČDU a místopředsedou její Subkomise divadla jednoho herce. Z této pozice spoluzaložil biennale Přehlídka divadla jednoho herce v Chebu (poprvé tzv. nultý, později standardně započítávaný ročník 1981), která se koná za účasti zahraničních umělců nepřetržitě dodnes. V době předlistopadové to byl prostor pro divadelnickou „šedou zónu“, tvorbu režimem sice povolenou, ale spíše trpěnou než vítanou. Přehlídky měly mediální ohlas, postupně vyšlo i několik knižních publikací. K páté Přehlídce divadla jednoho herce (Cheb 7.–10. září 1989) vyšel v Justlově uspořádání sborník Divadlo jednoho herce. Sborník vyznání a úvah, statí a dokumentů, který vydal Svaz českých dramatických umělců (SČDU ve spolupráci s ČLF, DÚ, PKS, SKKS). V rámci VII. ročníku Přehlídky divadla jednoho herce (Cheb 9.–12. září 1993) vydaly Společnost přátel kultury slova a Divadelní ústav První dodatek ke sborníku Divadlo jednoho herce.

### Vybrané funkce
- 1995–1999: místopředseda Obce spisovatelů
- předseda správní rady Nadace Františka Langera
- 2003–2010: předseda sdružení příznivců mluveného slova Slovo a hlas, nástupce Společnosti přátel kultury slova (do r. 2003)

Slovo a hlas (SaH) je sdružení osob, podporujících kulturu mluvního projevu a především umění umělecké interpretace literatury – recitace. Zformovalo se jako nástupce Společnosti přátel kultury slova (ukončila činnost v roce 2003, Vladimír Justl byl jejím místopředsedou). V rámci SaH byly pořádány semináře, besedy a pracovní setkání, SaH vydává publikace (např. sborník Živé slovo), spolupořádá Poděbradské dny poezie a chebská bienále Divadla jednoho herce.
Práce ve sdružení Slovo a hlas a v Poetické vinárně Viola pojila V. Justla s jeho manželkou Martou Hrachovinovou, která je herečkou, recitátorkou a divadelní pedagožkou.

## Ocenění
- 2005: ministerská medaile Artis Bohemiae Amicis (Přátelé českého umění) za celoživotní dílo
- 2007: cena Magnesia Litera za celoživotní přínos české literatuře.[6]